# 조디악 (2007년 영화)
《조디악》(영어: Zodiac)은 로버트 그레이스미스의 실화를 바탕으로 쓴 책을 배경으로 하고 데이비드 핀쳐가 감독을 맡은 2007년에 개봉한 미국의 미스터리 스릴러 영화이다. 파라마운트 픽쳐스와 워너 브라더스가 제작을 하였고, 제이크 질런홀와 마크 러펄로가 주연을 맡았으며, 로버트 다우니 주니어, 앤서니 에드워즈, 브라이언 콕스, 엘리어스 코티스, 도널 로그, 존 캐럴 린치, 더멋 멀로니, 클로이 세비니 등이 조연으로 출연하였다.
《조디악》은 1960년대 말에서 1970년대 초 동안에 샌프란시스코 베이 에어리어 주변에서 살인을 벌이고, 일부 피해자들에게 자신의 흔적들을 남기고 경찰들에게 피 묻은 천을 편지에 담아 보내 조롱하며, 신문사들에게 사이퍼를 보내던 조디악이라고 불리는 악명 높은 연쇄 살인범에 대한 범죄 수색에 관한 이야기를 다루고있다. 이 사건은 북부 캘리포니아의 가장 악명 높은 미제사건 중 하나로 남아있다.
핀처, 각본가 제임스 밴더빌트, 프로듀서 브래드 피셔는 조디악 살인 사건에 대한 그들만의 조사와 연구를 하는데 18개월을 보냈다. 핀처 감독은 이 영화를 촬영하기 위해 디지털 무비 카메라를 구매하였다. 하지만, 《조디악》은 디지털 형식으로 모두 촬영하지는 않았고, 슬로우 모션으로 촬영된 살인 장면들을 기존의 고속도 카메라로 촬영하였다.
영화에 대한 반응은 매우 긍정적이였으며, 각본, 연기, 실제 조사에 대한 정확성등에서 대부분의 칭찬을 받았다. 하지만 북미 지역 박스오피스에서 3300만 달러를 벌어들이는데 그쳤다.

## 줄거리
1969년 7월 4일, 캘리포니아 발레호의 한적한 길에서 한 남자가 달린 페린과 마이크 마고를 총으로 공격하고 마이크만 살아남는다. 한 달 후, 샌프란시스코 크로니클 신문사는 스스로를 "조디악"이라 칭하는 살인범으로부터 암호화된 편지를 받는다. 조디악은 자신의 신원이 담긴 암호를 공개하지 않으면 12명을 더 죽이겠다고 협박한다. 정치 만화가 로버트 그레이스미스는 암호에 신원이 담겨있지 않다는 것을 알아차리지만, 범죄 기자 폴 에이버리와 편집자들은 그를 무시한다. 신문사가 편지를 공개하자 한 부부가 암호 하나를 해독하고, 그 안에 살인자의 이름이 없다는 사실을 밝혀낸다. 9월에는 나파 카운티 베리사 호수에서 조디악이 법대생 브라이언 하트넬과 세실리아 셰퍼드를 공격하고, 세실리아는 이틀 뒤 사망한다.
에이버리는 그레이스미스를 조롱하지만, 암호화된 편지에 대한 그레이스미스의 해석이 도움이 되자 정보를 공유하기 시작한다. 그레이스미스는 조디악이 편지에서 "인간은 가장 위험한 동물"이라고 언급한 것이 1932년 영화 "가장 위험한 게임"에 나오는 악당 자로프 백작을 지칭한다고 분석한다. 2주 후, 샌프란시스코에서 택시 운전사 폴 스타인이 총에 맞아 살해당하고, 조디악은 스타인의 피묻은 셔츠 조각을 신문사로 보내며 도발한다. 샌프란시스코 경찰 형사 데이브 토스키와 그의 파트너 빌 암스트롱은 발레호 경찰과 협력하여 사건을 수사한다. 조디악이라 주장하는 인물은 계속해서 조롱 편지를 보내고, TV 쇼에서 변호사 멜빈 벨리와 전화 통화를 한다.
1971년, 토스키와 암스트롱은 발레호 사건 용의자 아서 리 앨런을 심문한다. 그들은 앨런이 조디악이 사용한 것과 같은 로고의 시계를 착용하고 있다는 사실을 발견하지만, 필적 감정가는 앨런이 조디악 편지를 쓰지 않았다고 주장한다. 에이버리는 살해 위협 편지를 받고 편집증과 약물에 의존한다. 그는 조디악이 이전에도 활동했을 수 있다는 정보를 리버사이드 경찰서에 제공하고, 이는 토스키와 암스트롱을 화나게 한다. 사건의 악명은 토스키에게 부담을 주고, 그는 조디악 사건을 모티브로 한 영화 "더티 해리"를 보지 못한다.
1978년, 에이버리는 새크라멘토 비 신문사로 옮기고, 그레이스미스는 조디악 살인 사건에 대한 자신의 지식을 토스키에게 보여주며 그를 설득한다. 토스키는 직접적으로 증거에 대한 접근을 허용할 수는 없지만, 다른 경찰서에서 발생한 조디악 살인 사건 관련 정보를 제공한다. 암스트롱은 샌프란시스코 경찰서 살인 부서에서 전출되고, 토스키는 조디악 편지를 위조했다는 이유로 강등된다.
그레이스미스는 자신의 조사를 계속하며, 크로니클 신문사에 자신의 이야기가 실리고 책에 대한 TV 인터뷰를 한다. 그는 숨소리만 내는 전화도 받기 시작한다. 조디악에 대한 집착이 심해지면서 그레이스미스는 직장을 잃고, 아내 멜라니는 아이들을 데리고 떠난다. 그레이스미스는 앨런이 페린 근처에 살았고, 그녀를 알았을 가능성이 높으며, 앨런의 생일이 조디악이 멜빈 벨리의 하녀에게 말한 생일과 일치한다는 사실을 알게 된다. 그러나 지문과 필적 등 물리적 증거는 앨런을 범인으로 지목하지 못한다. 1983년, 그레이스미스는 앨런이 발레호의 한 철물점에서 일하는 것을 발견하고 서로를 응시한다. 8년 후, 그레이스미스의 책 "조디악"이 베스트셀러가 된 후, 마이크 마고는 경찰 머그샷에서 앨런을 조디악으로 지목한다.
영화 마지막에는 앨런이 경찰의 심문을 받기 전에 사망했다는 사실과 사건이 미결로 남아있다는 텍스트가 나타난다.

## 출연
- 제이크 질런홀 - 로버트 그레이스미스
- 마크 러펄로 - SFPD 형사 데이브 토스키
- 로버트 다우니 주니어 - 폴 에이버리
- 앤서니 에드워즈 - SFPD 형사 윌리엄 암스트롱
- 브라이언 콕스 - 멜빈 벨라이
- 존 캐럴 린치 - 아서 리 앨런
- 리치먼드 아켓 - 조디악 1 / 조디악 2
- 밥 스티븐슨 - 조디악 3
- 존 레이시 - 조디악 4
- 에드 세트라키안 - 알 하이먼
- 클로이 세버니 - 멜라니 그레이스미스
- 엘리어스 코티스 - 경사 잭 뮬라넥스
- 더멋 멀로니 - 지구 대장 마티 리
- 도널 로그 - 켄 날로우
- 캔디 클라크 - 캐롤 피셔
- 존 게츠 - 템플턴 펙
- 존 테리 - 찰스 티에리옷
- 필립 베이커 홀 - 셔우드 모릴
- 애덤 골드버그 - 더피 제닝스
- 자크 그레니어 - 멜 니콜라이
- 시애라 휴즈 - 달린 페린
- 리 노리스 - 어린 시절 Michael Mageau
- 지미 심프슨 - Michael Mageau
- 펠 제임스 - 세실리아 셰퍼드
- 패트릭 스콧 루이스 - 브라이언 하트넬
- 제임스 르그로스 - 경찰관 조지 바워트
- 찰스 플라이셔 - 밥 본
- 클리어 듀발 - 린다 델 보노
- 준 다이앤 라파엘 - 토스키 부인
- 폴 슐즈 - 샌디 판자렐라
- 조엘 비소넷 - 형사 크레이크
- 톰 베리카 - 짐 듀발
- 존 헴필 - 도널드 체니
- 제임스 캐러웨이 - 쇼티
- 맷 윈스턴 - 존 앨런
- 줄스 브러프 - 캐서린 앨런
- 존 에니스 - 테리 파스코